# Šumatac
Šumatac falu Bosznia-Hercegovinában, a Bosznia-hercegovinai Föderáció Una-Szanai kantonjában. Közigazgatásilag Velika Kladušához tartozik.

## Fekvése
Bosznia-Hercegovina északnyugati részén, Bihácstól légvonalban 32, közúton 49 km-re északra, Velika Kladušától légvonalban 10, közúton 14 km-re délkeletre levő dombos, erdős vidéken, a Šumatica-patak völgyében fekszik. 

## Népessége
| Nemzetiségi csoport | Népesség 1991 | Népesség 2013 |
| ------------------- | ------------- | ------------- |
| Szerb               | 16            | 2             |
| Bosnyák             | 1137          | 711           |
| Horvát              | 14            | 18            |
| Jugoszláv           | 11            | 0             |
| Egyéb               | 5             | 195           |
| Összesen            | 1183          | 926           |

## Története
A régészeti leletek tanúsága szerint területe már a bronzkorban lakott volt. A Šumatica-patak és a Pećina-Kladušica-patak összefolyásánál levő sík területen számos bronzkori kerámiatöredék került elő, melyek bronzkori településre utalnak. Donji Šumatac nevű településrészén is nagyszámú bronzkori tárgy, 11 db bronzsarló, 4 db szekerce, egy bronztű, egy bronztőr és számos bronzkori használati tárgy, fegyver, ékszer, bronzöntvény és rézanyag került elő, melyeket a késő bronzkorra datáltak. Egy másik helyen a kora bronzkorból származó négy szekercét és két bronzsarlót találtak.
Šumatacon az első mecset 1754-ben épült, az első iskolát 1739-ben építették. Egy kőlapon. amely az új mecset építése előtt a lebontott mecseten volt a muzulmán naptár szerinti 1291-es évszám látható.
A régi mecset kőből épült, fa minarettel, mint a legtöbb akkoriban épült krajnai mecset. A mai mecsetet 1990. augusztus 18-án nyitotta meg Muhammed Skenderović efendi, aki egy ideig imámként dolgozott Šumatecben. A šumateci mecsetben nagyszámú imám szolgált a Dizdarević, Đogić, Mujakić, Rošić, Kendić stb. családból. Különösen jelentős hozzájárulást és kitörölhetetlen nyomot hagyott a šumateci gyülekezetben néhai Faruk Džakulić efendi, aki három évtizeden át szolgált ebben a gyülekezetben. Az imám feladatát ma Belma Agić efendi látja el.

## Oktatás
OŠ „Fadil Bilal“ Šumatac általános iskola. Az iskolának a 2023/24-es tanévben 158 tanulója volt.

## Nevezetességei
A falu mecsete 1990-ben épült.